# صموئيل دبليو. دانا
صموئيل دبليو. دانا (بالإنجليزية: Samuel W. Dana)‏ هو قاضي وسياسي أمريكي، ولد في 13 فبراير 1760 في الولايات المتحدة، وتوفي في 21 يوليو 1830 في ميدلتاون في الولايات المتحدة. حزبياً، نشط في الحزب الفيدرالي الأمريكي. وقد انتخب عضو مجلس النواب الأمريكي وانتخب عضو مجلس الشيوخ الأمريكي.